# Herrengasse (métro de Vienne)
Herrengasse est une station de métro de Vienne.

### Accueil

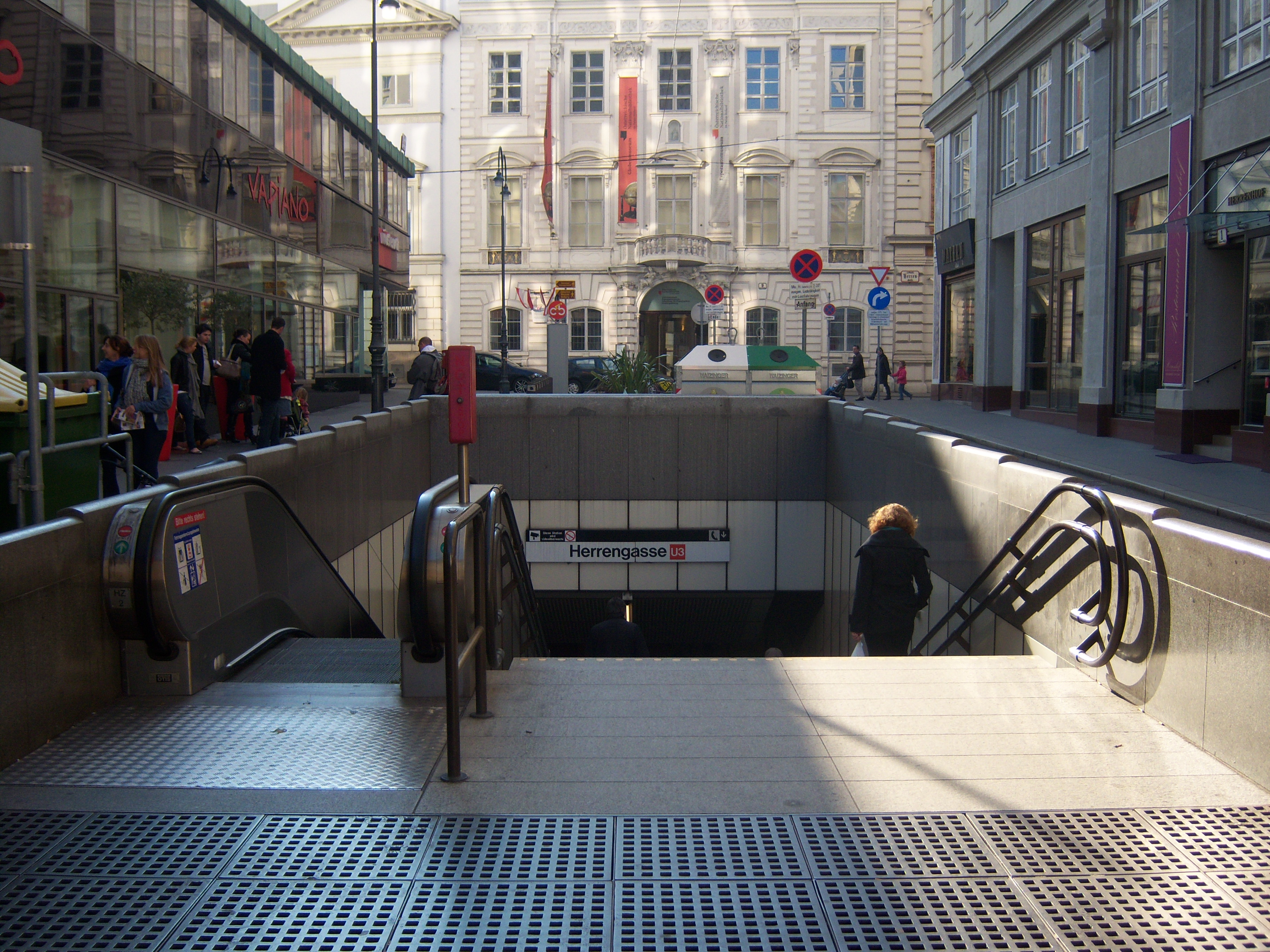
Une bouche de la station.